# KARAE
KARAE（唐重、カラエ）は、佐賀県唐津市にある複合商業施設。ホテル、映画館、カフェレストラン、やきものギャラリー、シェアオフィス、コンセプトショップ、ツーリズム案内所、中庭から構成される地上3階建ての施設である。

## 概要
2019年（令和元年）竣工、2019年10月25日開業。総事業費は経済産業省平成29年度地域文化資源活用空間創出事業費補助金の2.5億円を含め、約7億円。ディベロッパー及び施設の運営は、唐津市の第三セクターのまちづくり会社・いきいき唐津。施設の敷地面積は約1000 m2で、唐津中央商店街の中央に位置し、JR唐津駅から徒歩2分、大手口バスセンタービルから徒歩3分の立地にある。

### 開業までの経緯
市街中心部、唐津駅方面からの商店街の入り口の再開発エリア「唐津新天町パティオ街区」に位置する。開発以前には、昭和初期まで営業していた酒蔵が建ち、営業をやめた後は改装され11のさまざまな商店が入居していた。平成以降空き店舗が目立ちだし、その時期より約30年にわたり再開発など土地の利活用の検討がなされてきた。しかしながら、利活用の計画がまとまらない中、建物の老朽化や地権者の高齢化が進み、唐津のまちの玄関口で商店街の顔ともなる重要な場所が更地になるかもしれないという危機感が高まった。そうした中でいきいき唐津が設立、商店街の住民らが参画する再開発事業が立案され、約6年をかけた地元会議や調査を経て、2019年10月に開業に至った。

### 開業後
2019年10月施設開業の半年後、新型コロナの感染が拡大し、2020年春には約1か月間休業した。その後、唐津市による唐津中央商店街5か所での通行量調査によると、2020年は休日の1日通行量が平日を上回り、都市再生の計画で設定した目標値4,450人を達成。施設が面する呉服町商店街の通りは飲食店やギャラリーの新店舗も増え、施設開業前の2018年と比較すると休日は1,500人近く通行量が増加した。

## 沿革
- 2019年（令和元年）10月25日 - オープン。

## 施設

### 運営方針
再開発プロジェクトの段階から掲げる施設ビジョンは「近きもの喜び遠きもの来る」。唐津市民の満足や楽しみを志向し、そのアイデンティティを感じられる場に観光客も魅了されていくことを目指す。

### 施設テナント概要

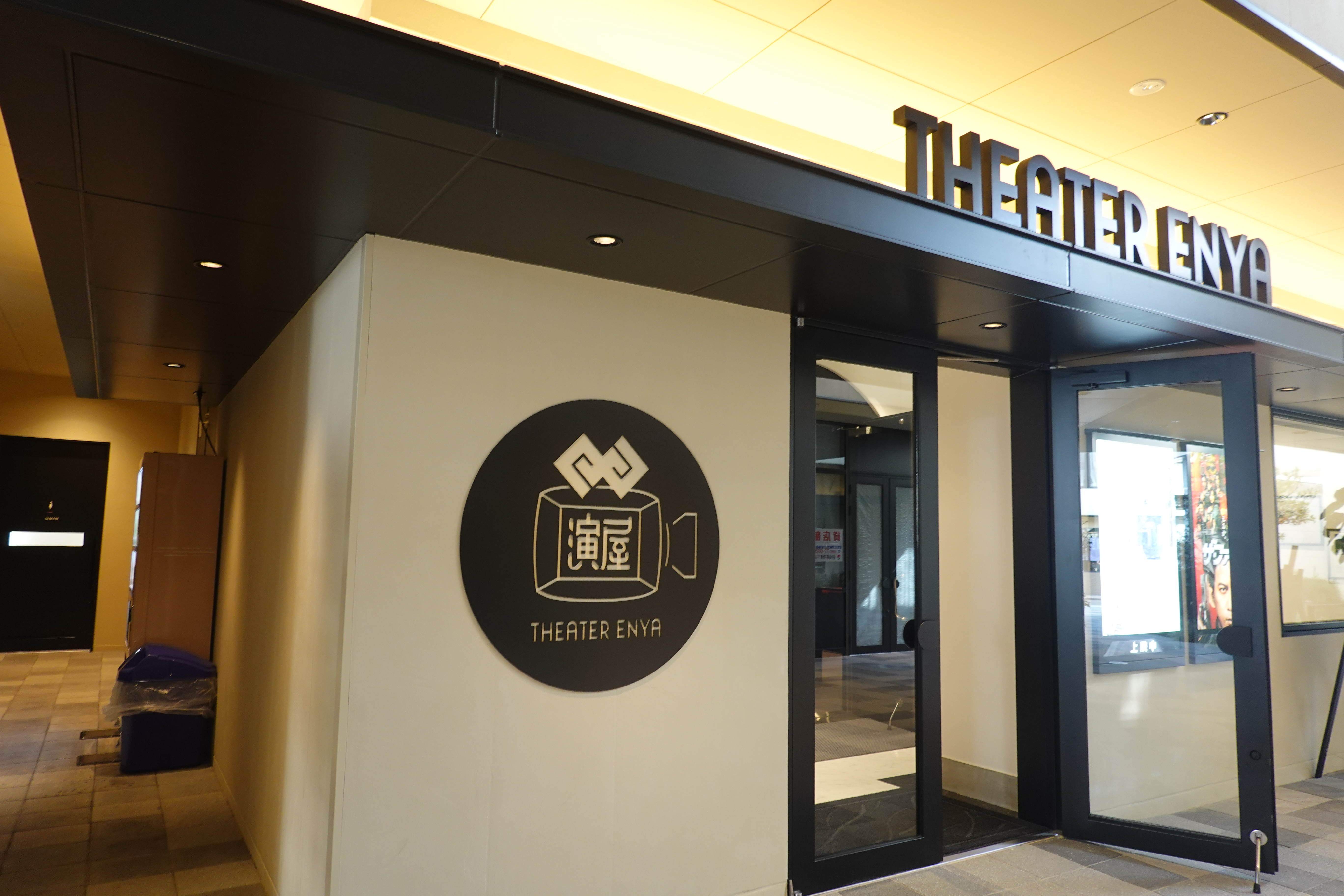
THEATER ENYA

- HOTEL KARAE - アートブティックホテル。唐津観光と一体となった宿泊プランを有する[11][12]。
- THEATER ENYA - 唐津くんちのかけ声にちなむ名前のミニシアター。唐津ロケの『花筐／HANAGATAMI』の定期上映も行う[11][13]。
- MEME KARATSU - シェアオフィス[11]
- GALLERY唐重 - 唐津焼のほか多様な窯元の作品を扱うやきものギャラリー[11][14]。
- KARAE SHOP - 地元雑貨名などを扱うコンセプトショップ[11][15]。
- KARAE TABLE - ダイニング&カフェ[11]
- たまとり - 和食ダイニング[11]
- シャンリー唐津 - 中華料理店[11]
- インフォメーション（GARALLY唐重に併設） - ガイドツーリズム「歩唐（Arukara）」の案内、レンタルサイクルの貸出も行う[11]。

## アクセス

### 地下鉄・JR
- 唐津駅北口より徒歩2分

### バス
- 唐津大手口バスセンターより徒歩3分

### 車
- 福岡空港・博多・天神方面より都市高速・西九州自動車道・二丈浜玉道路を通り約1時間
- 佐賀空港より長崎自動車道、厳木多久有料道路を通り約1時間10分
- 専用駐車場なし。近隣に有料駐車場あり[5]